# Cristián Samper
Cristián Samper Kutschbach (San José; 25 de septiembre de 1965) es un biólogo y científico colombo-estadounidense especializado en biología de la conservación y política ambiental. Fue secretario interino del Instituto Smithsoniano de 2007 a 2008, convirtiéndose en el primer latinoamericano en ocupar el cargo. De 2003 a 2012, fue director del Museo Nacional de Historia Natural de los Estados Unidos. En abril de 2015, Samper fue incluido en la Academia Estadounidense de las Artes y las Ciencias. Desde 2012 y hasta el año 2022 se desempeñó como presidente y director ejecutivo de WCS (Wildlife Conservation Society).
Por otra parte, desde el año 2021 venía siendo asesor de la Bezos Earth Fund, y finalmente en mayo de 2022 fue anunciado su nombramiento como director general y líder de soluciones naturales. De igual forma, hace parte de la junta directiva de Bavaria y del consejo superior de la Universidad de los Andes.

## Biografía
Cristián Samper nació en San José, Costa Rica, el 25 de septiembre de 1965, pero se crio en Bogotá, Colombia donde su padre ejerció como ministro en el gobierno de Carlos Lleras Restrepo. Estudio en el Colegio Anglo Colombiano y en la Universidad de los Andes.

## Familia
Samper, pertenece a influyentes y aristocráticas familias colombianas de origen español. Su tatarabuelo fue el poeta Diego Fallon y su tatarabuela Felisa Pombo Rebolledo era hermana del poeta Rafael Pombo; quienes eran nietos de Beatriz O'Donnell Anetham, hermana del Conde de La Bisbal, Enrique O'Donnell, y la tía del I duque de Tetuán, I conde de Lucena y I vizconde de Aliaga, Leopoldo O'Donnell, todos descendientes de la dinastía O'Donnell.
Así mismo, Samper es hijo del exministro de agricultura, exsubdirector de la FAO e ingeniero agrónomo, Armando Samper Gnecco, y de la estadounidense, Jean Kutschbach, así como nieto del escritor y humanista Daniel Samper Ortega, fundador del Gimnasio Moderno, bisnieto del empresario Tomás Samper Brush y tataranieto del político Miguel Samper Agudelo, quien fuera candidato presidencial y ministro de hacienda en varias ocasiones. Su tío abuelo, Ernesto Samper Mendoza, era el piloto del avión en el que viajaba Carlos Gardel cuando ocurrió el accidente de Medellín, en el que falleció el músico. Además, es sobrino del arquitecto Germán Samper Gnecco, primo hermano del expresidente de Colombia, Ernesto Samper Pizano y del  periodista, escritor y columnista, Daniel Samper Pizano. Finalmente, por línea colateral es sobrino de José Alejandro Cortés, dueño y presidente de la junta directiva del Grupo Bolívar.
Por otra parte, está casado con la abogada ambientalista, Adriana Casas Isaza, con quien tiene dos hijos; Carolina y Martín. Sus otros hermanos son Marta, Belén y Mario.

## Educación
Samper se graduó en 1987 de la Universidad de los Andes en Bogotá, Colombia, con una B.Sc. en Biología. Luego se mudó a los Estados Unidos para asistir a la Universidad de Harvard, donde se graduó en 1989 con una M.Sc. y un Ph.D. en Biología en 1992 con su disertación Perturbación natural y establecimiento de plantas en un bosque nuboso andino.

## Carrera
De vuelta en Colombia, Samper colaboró en la creación del Ministerio de Medio Ambiente de Colombia en 1993 y logró concebir y fundar el Instituto de Investigación de Recursos Biológicos Alexander von Humboldt, un instituto de investigación financiado por el cual se convirtió en su primer Director de 1995 a 2001. En 1999 fue nombrado Presidente del Órgano Subsidiario de Asesoramiento Científico, Técnico y Tecnológico de la Naciones Unidas Convención sobre la Diversidad Biológica, un cargo que ocupó hasta 2001.

### Museo Nacional Smithsoniano de Historia Natural
Se desempeñó como subdirector y científico de plantilla en el Instituto Smithsoniano de Investigaciones Tropicales en Panamá en 2001, y se convirtió en el Director del Museo Nacional de Historia Natural de la Institución Smithsonian en Washington D. C. en 2003. Durante su permanencia en el Smithsoniano, recaudó más de $300 millones en filantropía privada. Mientras dirigía el Museo Nacional de Historia Natural, Samper guio muchos programas nuevos, mejoró las prácticas comerciales y completó las adiciones y actualizaciones de instalaciones y exhibiciones. En 2008, el museo lanzó la Enciclopedia de la Vida, una asociación global basada en la web para brindar acceso en línea al conocimiento sobre la vida en la Tierra. Además, Samper desarrolló la iniciativa Recuperando Voces, cuyo objetivo es trabajar con comunidades indígenas para documentar, preservar y revivir lenguas y tradiciones culturales en peligro de extinción. Algunas de las renovaciones importantes bajo el liderazgo de Samper incluyeron el Salón de Mamíferos de la Familia Behring (2003); el Pabellón de las Mariposas (2007); el Salón Sant Ocean (2008); el Salón de los Orígenes Humanos David H. Koch (2010); y el Centro de Educación Q?rius (2013).
Otras mejoras importantes lideradas por Samper fueron la modernización de las instalaciones de almacenamiento de colecciones, incluida una expansión y renovación de $100 millones del Centro de Apoyo al Museo; una instalación de colecciones de última generación; y expansión de la digitalización de colecciones. Uno de los principales intereses de Samper han sido los esfuerzos para asesorar y guiar el desarrollo de futuros líderes y científicos. Mientras estuvo en el museo, desarrolló un plan de sucesión para los científicos investigadores, incluido un importante reclutamiento de la próxima generación de científicos en todo el museo, y estableció el Programa de becas Buck para capacitar a la próxima generación de científicos.

### Wildlife Conservation Society
En la Sociedad para la Conservación de la Vida Silvestre (WCS), Samper supervisa la colección de parques urbanos más grande del mundo, incluidos el Zoológico del Bronx, Acuario de Nueva York, Zoológico de Central Park, Zoológico de Queens , y Prospect Park Zoo, y un programa de conservación global en casi 60 países y en todos los océanos del mundo. WCS está forjando asociaciones con ONG, fundaciones, gobiernos y zoológicos y acuarios en los Estados Unidos y en todo el mundo para abordar una variedad de problemas de conservación, incluido el fin de la caza furtiva de elefantes y todo el comercio ilegal de vida silvestre y promover soluciones basadas en la naturaleza para el cambio climático.
En su mandato al frente de WCS, Samper ha ayudado a la organización a cumplir su misión de conservación en muchos frentes, tanto en sus parques de la ciudad de Nueva York como en su trabajo de campo en todo el mundo. Lideró la reconstrucción del Acuario de Nueva York luego de su destrucción por el Huracán Sandy, incluida una nueva exhibición, Ocean Wonders: ¡Tiburones!, que presenta el trabajo científico y de conservación en el cercano Cañón del río Hudson. En 2013, WCS tomó la iniciativa de reunir a los estados del área de distribución del elefante africano, otras ONG conservacionistas, líderes gubernamentales y la Clinton Global Initiative para un compromiso de varios años para detener la matanza, detener el tráfico y detener la demanda. por marfil de elefante. Samper fue nombrado miembro del Consejo Asesor sobre Tráfico de Vida Silvestre del presidente Obama el mismo año. WCS creó y dirigió la 96 Elephants Campaign, que ayudó a desencadenar acciones en los EE. UU. y en todo el mundo para salvar a los elefantes, incluidas las prohibiciones estatales de marfil en Nueva York, Nueva Jersey, California y Washington, así como en China y Europa.
Samper es uno de los principales defensores del papel de los parques zoológicos en la educación del público y su inspiración para proteger la vida silvestre y los lugares salvajes. Con más de 200 millones de visitantes cada año, las instituciones de la Asociación de Zoológicos y Acuarios (AZA) se encuentran en una posición única para conectar a las personas con la naturaleza y resolver problemas como el tráfico de vida silvestre y el cambio climático. Al dirigirse a la Asociación de Zoológicos y Acuarios como orador principal en su reunión anual de 2014, Samper señaló: "Todos los zoológicos y acuarios, los miembros de la AZA, tienen más de casi 3000 proyectos de conservación que se están llevando a cabo en este momento mientras hablamos. Y se llevan a cabo en ciento veintisiete países y cada uno de ellos está comenzando a marcar la diferencia. Juntos, como comunidad, estamos invirtiendo $ 160,000,000 al año en conservación de campo. Eso es más que el presupuesto de la mayoría de los otros proyectos de conservación. en este país y convierte a AZA en uno de los mayores inversionistas en conservación de campo".
La estrategia WCS 2030 se basa en esta visión e incluye iniciativas audaces para construir una red global de Fortalezas de la Naturaleza para salvar los lugares más importantes para la biodiversidad; la protección de bosques intactos para ayudar a resolver la crisis climática; y una iniciativa One Health para promover el vínculo entre la vida silvestre y la salud humana, con el objetivo de prevenir futuras pandemias. También incluye una iniciativa para usar el Zoológico del Bronx como una puerta de entrada para la conservación y la educación, mientras se expande el uso de herramientas digitales para conectar una audiencia global con la vida silvestre.
En septiembre de 2014, el presidente colombiano, Juan Manuel Santos, otorgó a Samper la prestigiosa Orden de San Carlos por sus contribuciones a la conservación de la biodiversidad y la política ambiental, y sirvió en la "Misión de Sabios" del gobierno de Colombia en 2018. En abril de 2015, Samper fue incluido en la Academia Estadounidense de Artes y Ciencias, y también es miembro del Consejo de Relaciones Exteriores.

### Controversias
En 2006, hizo algunos cambios polémicos en una exhibición en el Museo Nacional de Historia Natural sobre el Refugio Nacional de Vida Silvestre del Ártico, "Estaciones de la Vida y la Tierra". Tras la renuncia del secretario Lawrence M. Small a raíz de investigaciones sobre gastos personales, la Junta de Regentes nombró a Samper como Director Interino del Smithsonian. Secretario en 2007 y 2008. Regresó al museo en julio de 2008 tras el nombramiento de G. Wayne Clough. En julio de 2012, renunció a la dirección del museo para asumir el cargo de presidente y director ejecutivo de WCS (Wildlife Conservation Society).
En julio de 2020, Samper emitió una disculpa pública por el trato recibido por Ota Benga, un joven centroafricano del pueblo Mbuti de la actual República Democrática del Congo que fue exhibido en la Feria Mundial de St. Louis y luego exhibido en el Zoológico del Bronx. WCS también estableció un Consejo de Diversidad, Equidad e Inclusión (DEI) y adoptó un plan DEI que cubre al personal y los visitantes.

## Afiliaciones
Samper actualmente es miembro de los directorios de Carnegie Institution for Science, Biodiversity-CIAT Alliance for Agricultural Research y Joyce Foundation. También es miembro de los consejos asesores del Instituto Stanford Woods, el Centro Wilson y el Museo Explora en Colombia. Anteriormente sirvió en la Junta de Supervisores de Harvard; las juntas directivas de la Asociación Estadounidense de Museos, el Fondo Mundial para la Naturaleza (WWF) y The Nature Conservancy (TNC); el Panel Asesor Científico y Técnico (STAP) del Fondo para el Medio Ambiente Mundial (FMAM); y la Comisión de Supervivencia de Especies de la UICN; miembro del consejo superior de la Universidad de los Andes.